# Moerasparelmoervlinder
De moerasparelmoervlinder (Euphydryas aurinia) is een vlinder uit de familie Nymphalidae (vossen, parelmoervlinders en weerschijnvlinders). De wetenschappelijke naam van de soort werd, als Papilio aurinia, in 1775 door Rottemburg (Siegmund Adrian von Rothenburg) gepubliceerd.

## Kenmerken
De spanwijdte van de moerasparelmoervlinder is tussen de 30 en 50 millimeter. De bovenkant van de vleugels is zwart met gele en oranje vlekken die in onduidelijke rijen geordend zijn. Soms is deze tekening weinig contrastrijk. De oranje segmenten van de buitenste dwarsband hebben op de voorvleugel een gele en op de achtervleugel een zwarte stip. De onderkant van de achtervleugel is licht van kleur. De oranje segmenten in de buitenste dwarsband hebben ook hier een zwarte stip.
De zwarte zoomvlekken op de onderkant van de voorvleugel zijn onduidelijk. De gele, witachtige of oranje achterrandvlekken zijn meestal plat of rond. 

## Gelijkende soorten
De enige gelijkende soort is de mozaïekparelmoervlinder (Euphydryas desfontainii). Bij de mozaïekparelmoervlinder zijn de zwarte zoomvlekken op de onderkant van de voorvleugel wel duidelijk en zijn de witachtige achterrandvlekken op de bovenkant van voor- en achtervleugel vaak pijlvormig.

## Ondersoorten
Euphydryas aurinia kent een groot aantal ondersoorten, waaronder:
- Euphydryas aurinia aurinia Midden en Zuid-Europa, West-Siberië
- Euphydryas aurinia bulgarica (Fruhstorfer, 1916) Karpatten
- Euphydryas aurinia laeta (Christoph, 1893) Centraal-Siberië, Altaj, Sajan, Transbaikal
- Euphydryas aurinia beckeri (Lederer, 1853) Marokko (Atlas en Rif gebergte)
- Euphydryas aurinia barraguei (Betz, 1956) Algerije
- Euphydryas aurinia provincialis (Boisduval, 1828) Frankrijk en Noord-Italië
- Euphydryas aurinia debilis (Oberthür, 1909) Berggebieden zoals de Alpen of de Pyreneeën

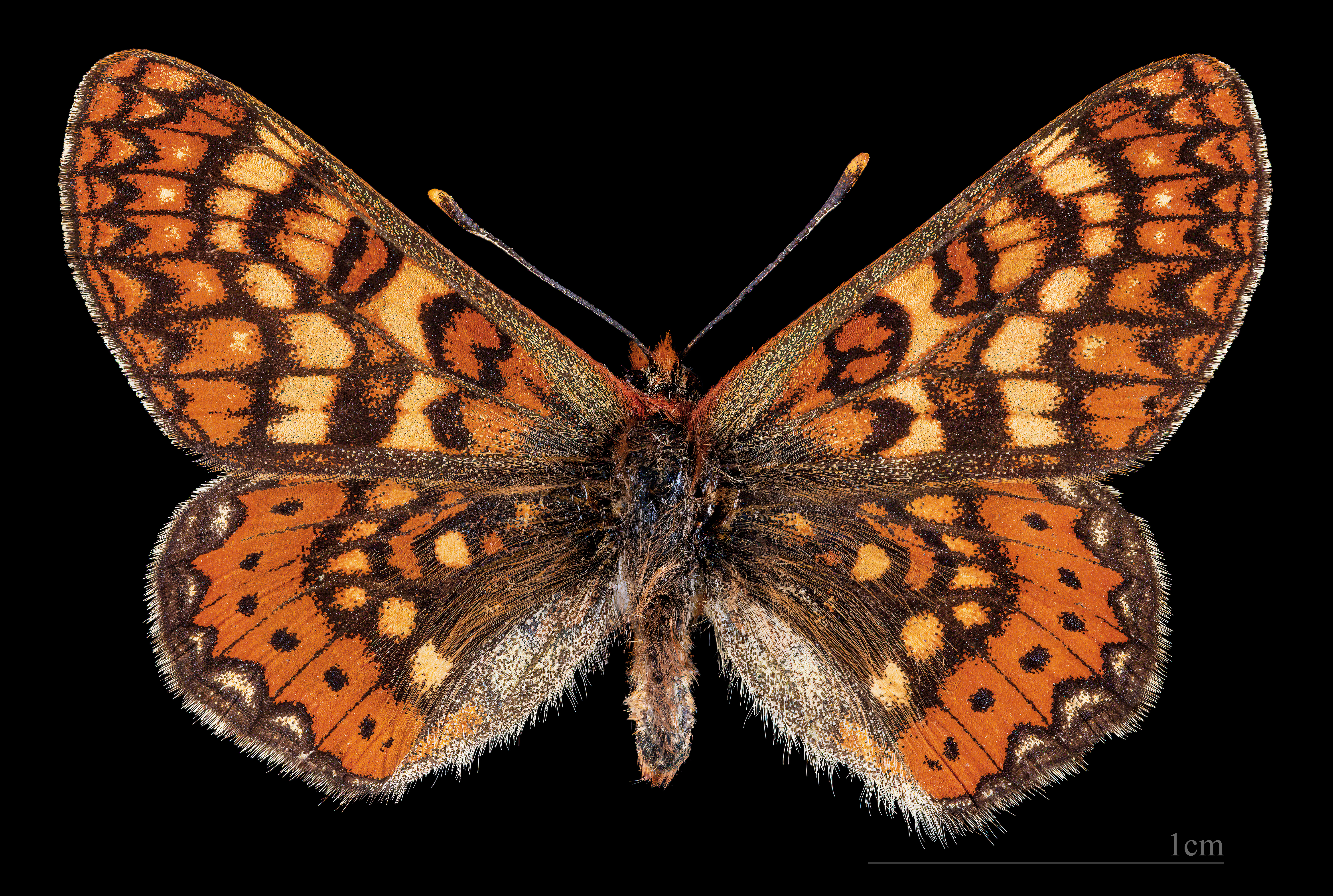
Euphydryas aurinia beckeri ♂
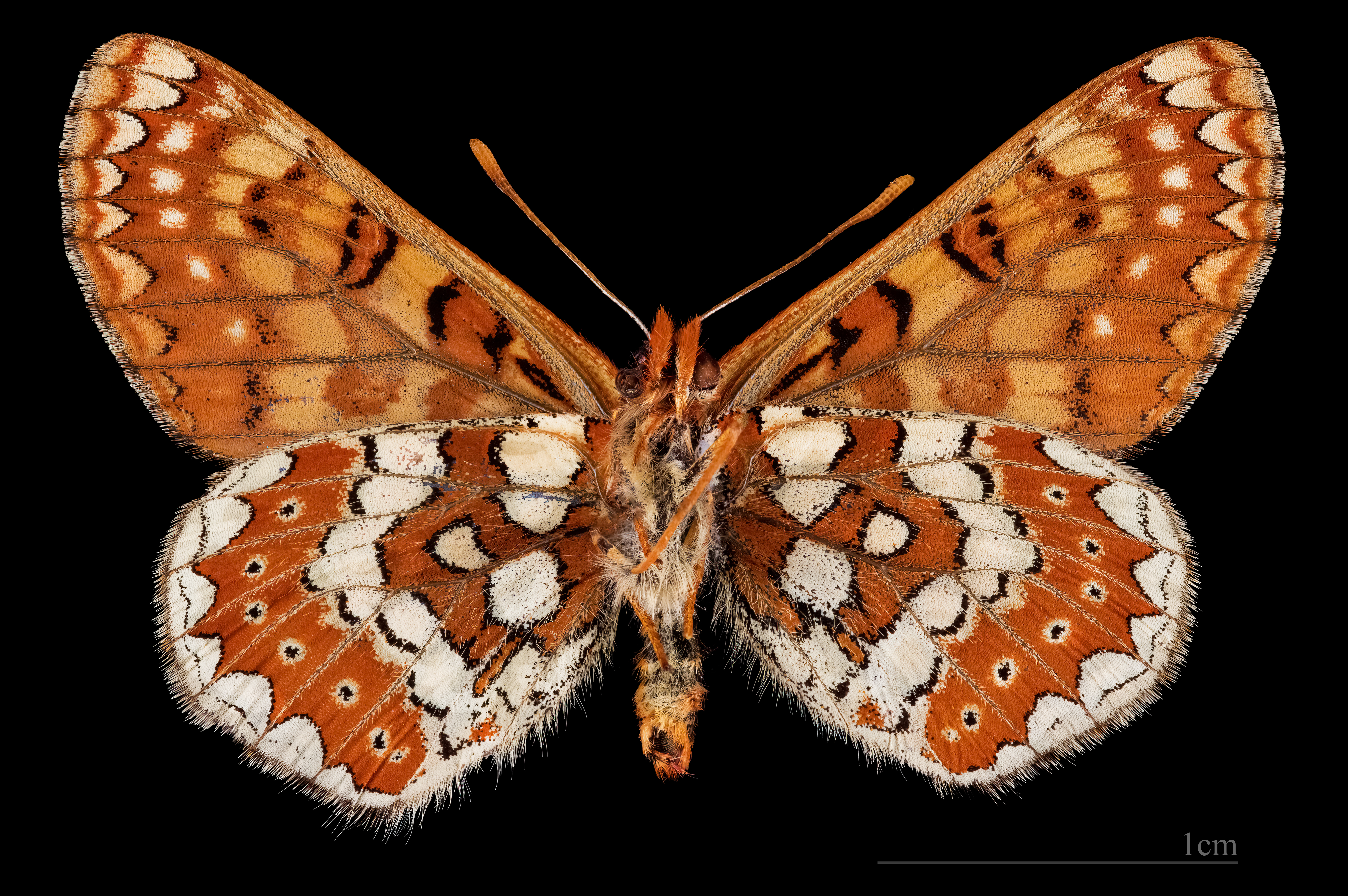
Euphydryas aurinia beckeri ♂  △
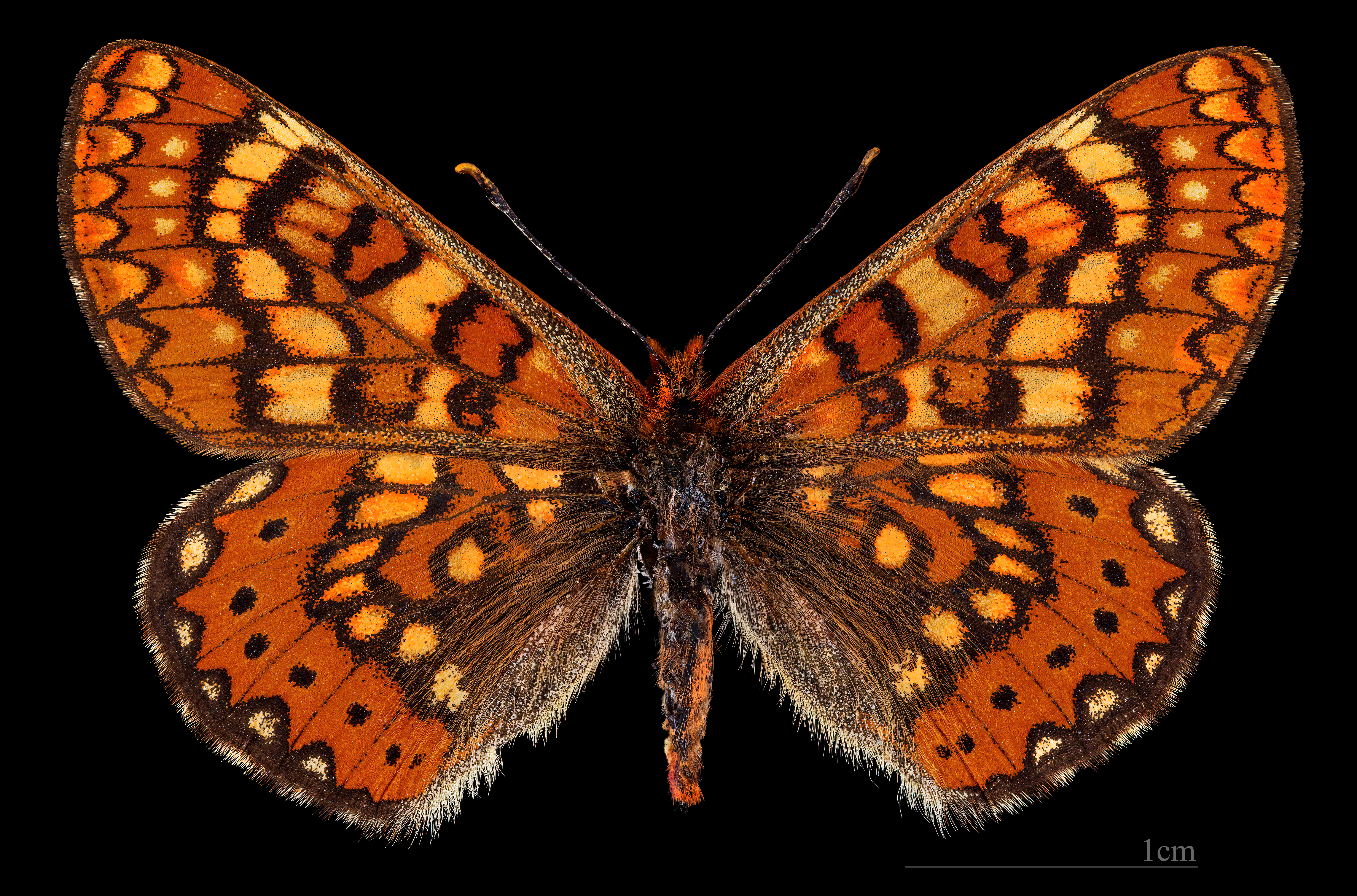
Euphydryas aurinia beckeri ♀
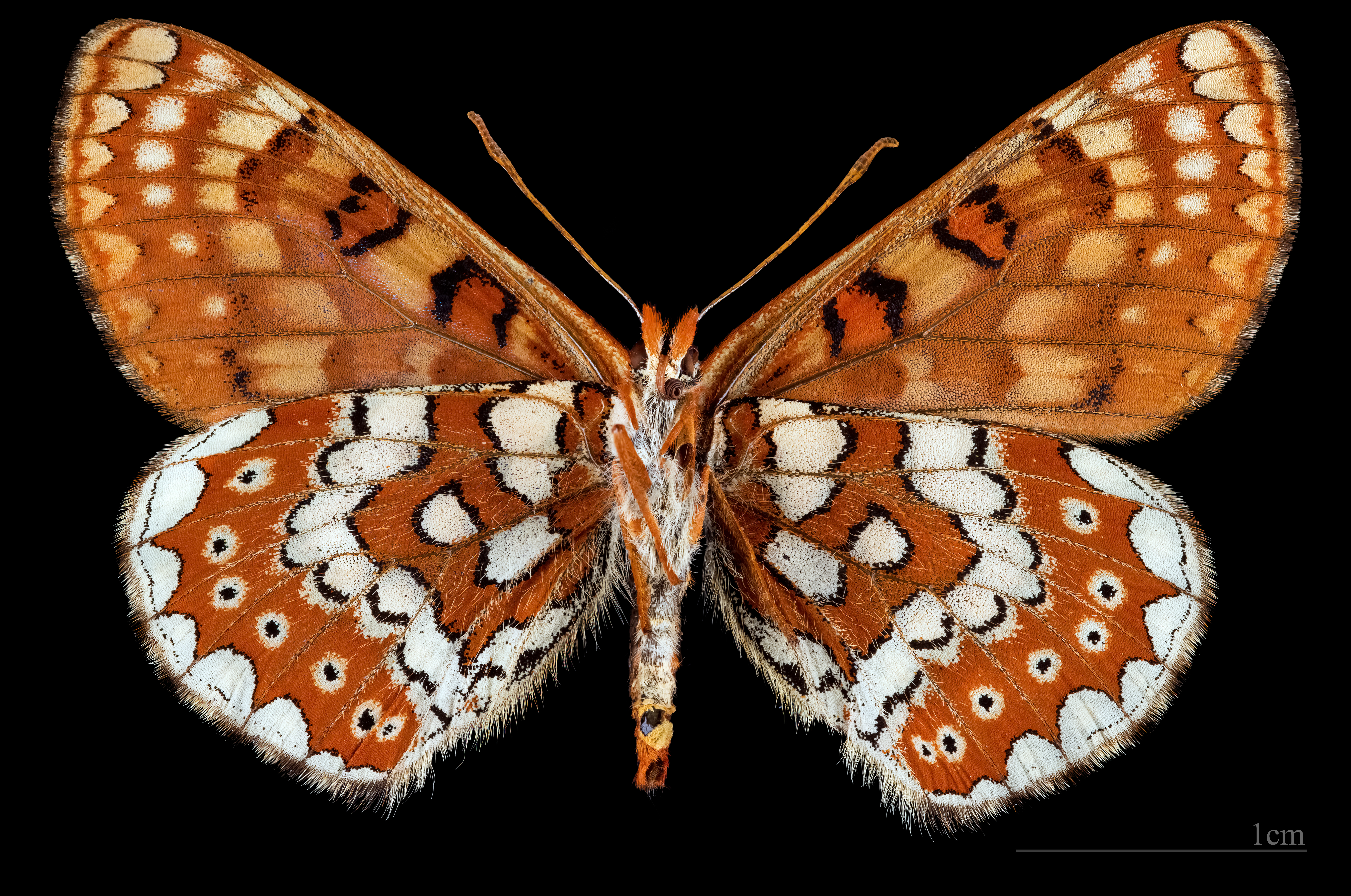
Euphydryas aurinia beckeri ♀ △

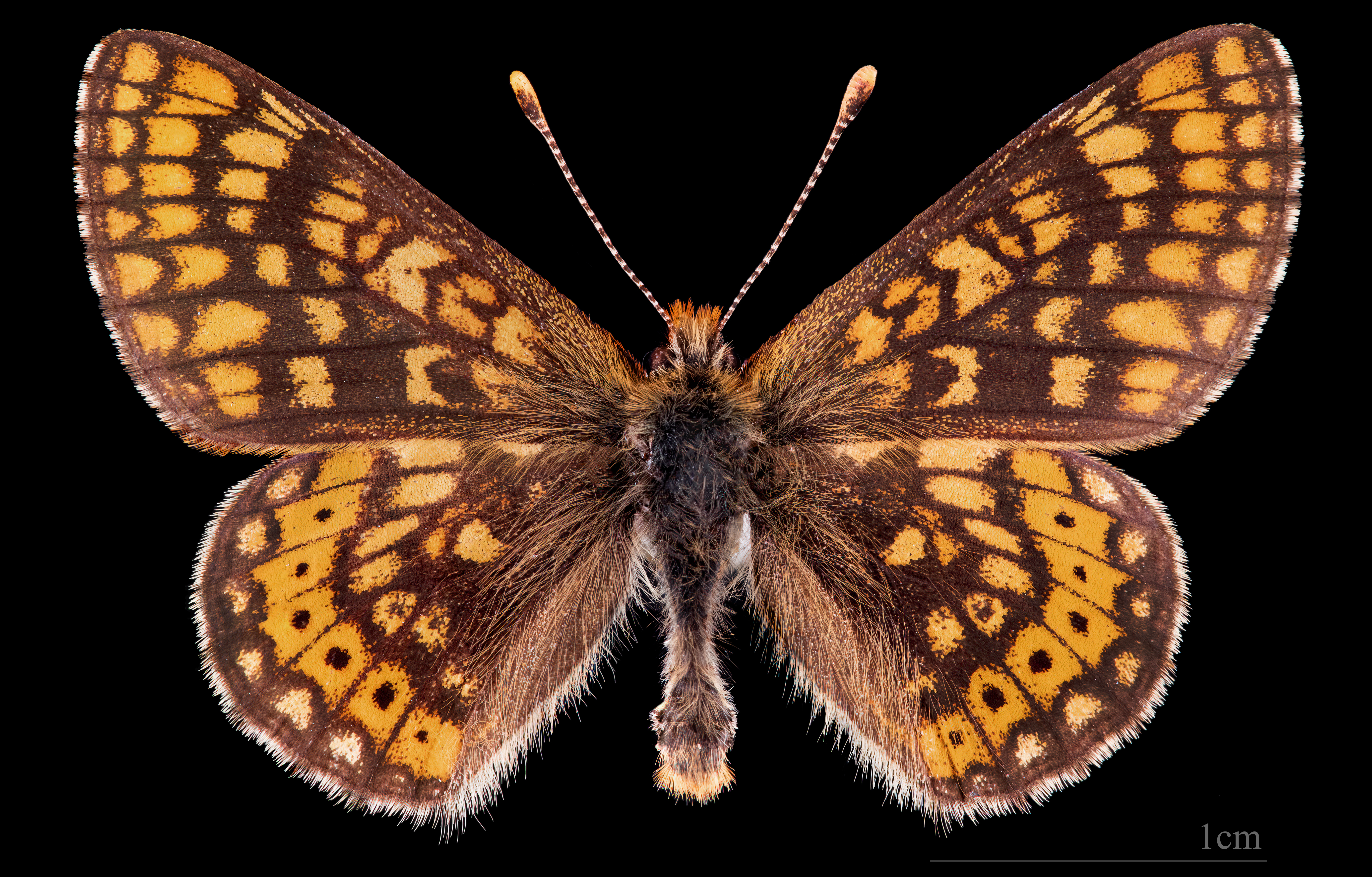
Euphydryas aurinia debilis ♂
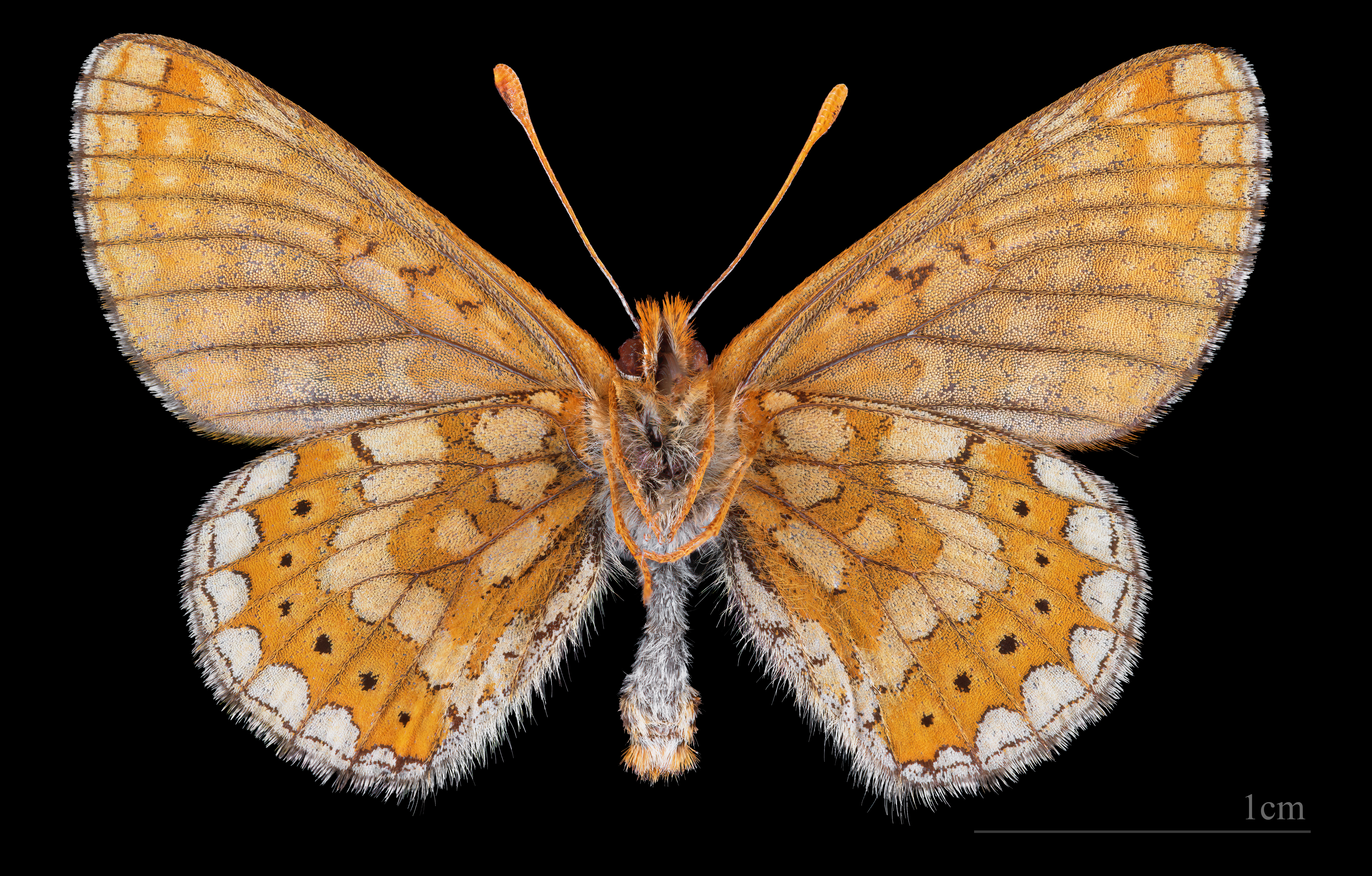
Euphydryas aurinia debilis ♂  △
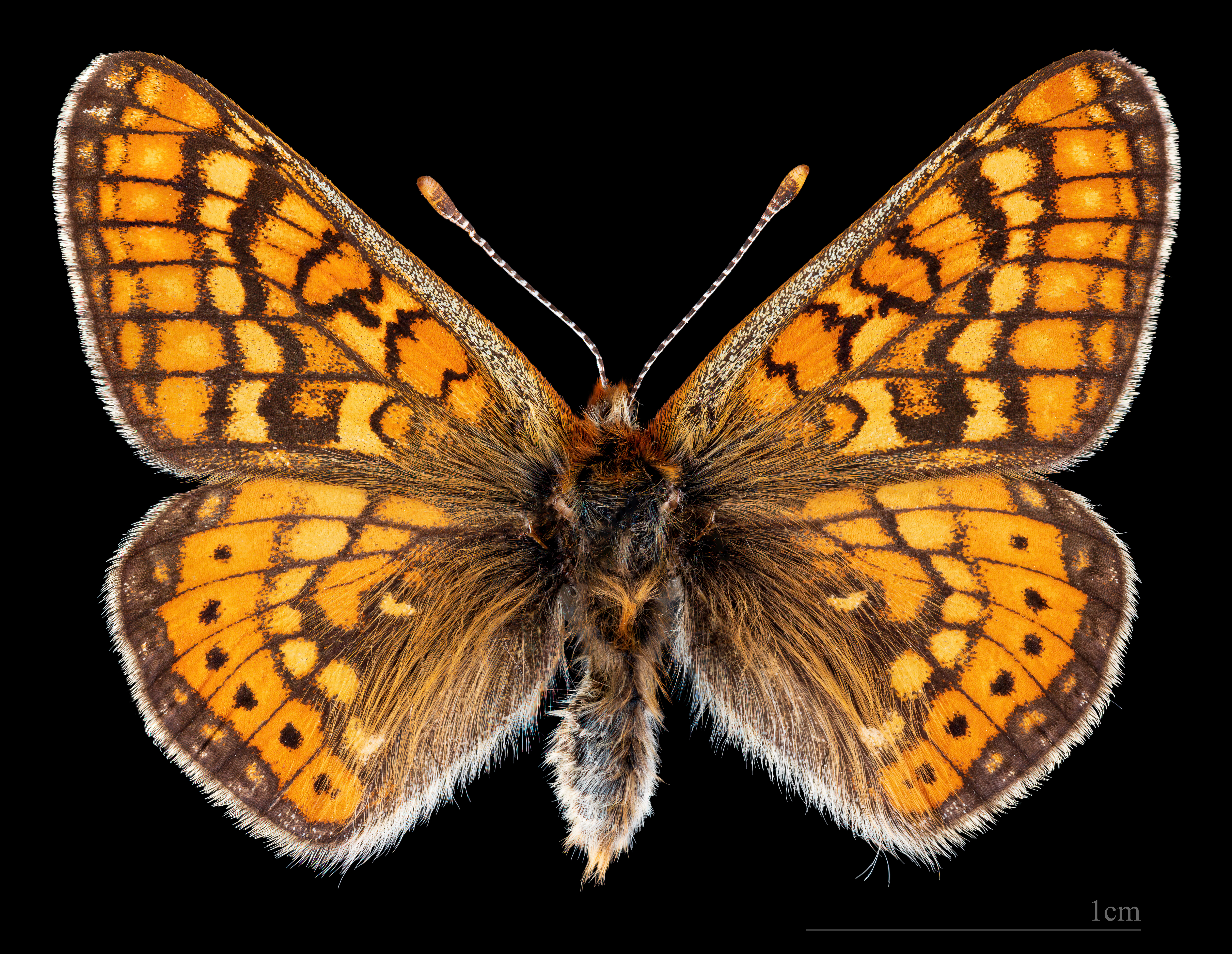
Euphydryas aurinia provincialis ♂
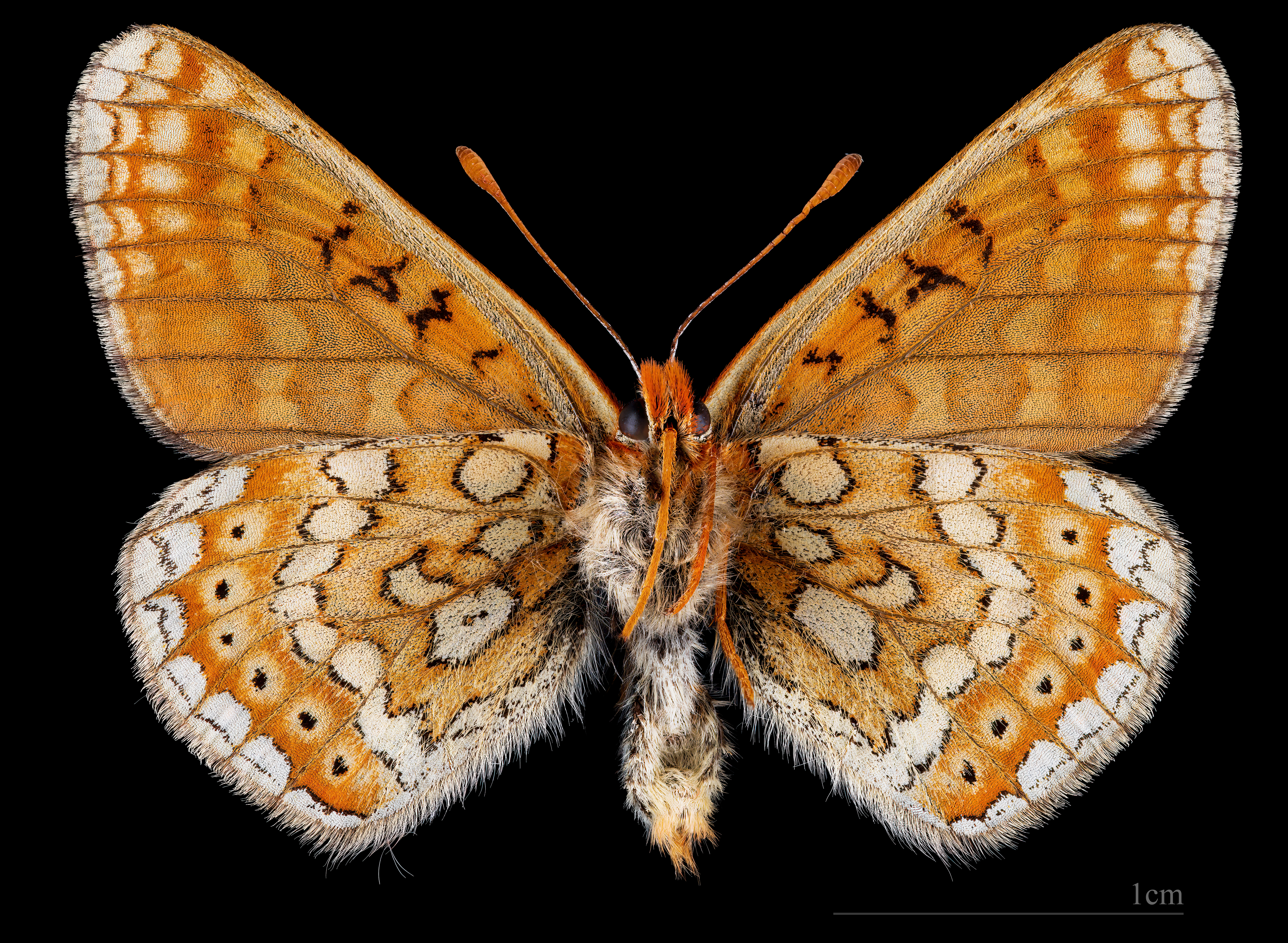
Euphydryas aurinia provincialis ♂ △

## Voorkomen
De soort komt voor van Schotland, Midden-Zweden en Zuidoost-Finland tot Noord-Afrika en van Ierland en Portugal tot Oost-Azië. In Nederland kwam de moerasparelmoervlinder vroeger tamelijk verspreid voor. Ze kwam tot zeker 1942 voor in Friesland, met twee vindplaatsen in het zuiden bij Wolvega en Nijetrijne. Sinds 1970 kwam de soort nog maar op één vindplaats voor, langs de Meije in het Utrechts veenweidegebied. Sinds 1982 wordt de soort ook hier niet meer gevonden en geldt ze als uitgestorven in Nederland.

## Biotoop
De vlinder wordt onder andere aangetroffen in moerassen met vrij lage begroeiing, schrale kalkgraslanden die licht beweid worden en blauwgraslanden die laat in het seizoen gehooid worden. In berggebieden kan de moerasparelmoervlinder tot op 2000 meter waargenomen worden.

## Waardplanten
De waardplant van de moerasparelmoervlinder is in vochtige gebieden bij voorkeur blauwe knoop (Succisa pratensis) en op droge graslanden duifkruid (Scabiosa columbaria). Afhankelijk van het leefgebied worden ook anders soorten gebruikt: grote centaurie (Centaurea scabiosa), Cephalaria leucantha, kochs gentiaan (Gentiana acaulis), Gentiana alpina, grootbloemige gentiaan (Gentiana clusii), voorjaarsgentiaan (Gentiana verna), beemdkroon (Knautia arvensis), Lonicera arborea, Lonicera implexa, wilde kamperfoelie (Lonicera periclymenum) en Scabiosa atropurpurea.

## Vliegtijd en gedrag
De moerasparelmoervlinder vliegt vanaf begin mei tot eind juni in één generatie. De mannetjes patrouilleren en zoeken naar pas uitgekomen vrouwtjes. Als een wijfje gepaard heeft, kan ze niet opnieuw paren omdat het mannetje naast het sperma ook een sponsachtige secretie afscheidt die verhardt tot een stop.

## Levenscyclus
De moerasparelmoervlinder legt alle eieren in één keer, in hoopjes van 250-600 langs de middennerf van een groot blad van de waardplant. Grote opvallende planten die groeien in de halfschaduw hebben de voorkeur. Slechts een enkele keer verdeelt het vrouwtje de eieren over twee legsels. Aanvankelijk leven de rupsen in een koker van samengesponnen bladeren. Daarna spinnen ze een web waarin ze gezamenlijk leven. Halfvolgroeide rupsen overwinteren samen in een stevig nest in de strooisellaag. In het voorjaar leven ze nog in kleine groepjes, maar worden vlak voor de verpopping solitair. De poppen hangen in de vegetatie en de verpopping vindt ook plaats in de vegetatie.

## Bescherming en bedreiging
De moerasparelmoervlinder staat als verdwenen op de Nederlandse rode lijst en is ook verdwenen uit Vlaanderen. Euphydryas aurinia staat op de Waalse, Duitse en Britse Rode Lijst en op bijlage 2 van de Europese Habitatrichtlijn (1992).

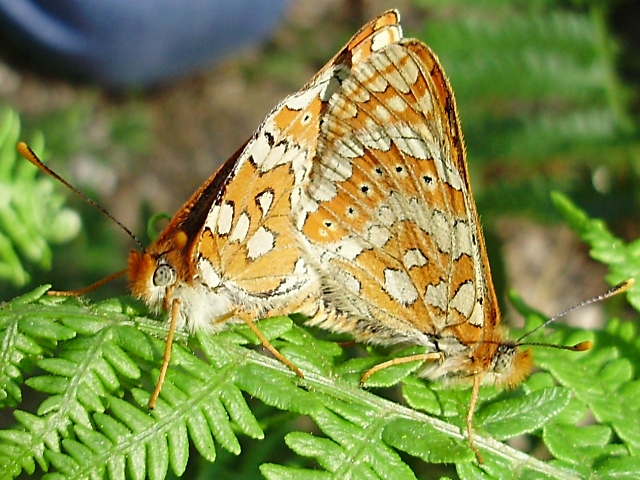
Paring
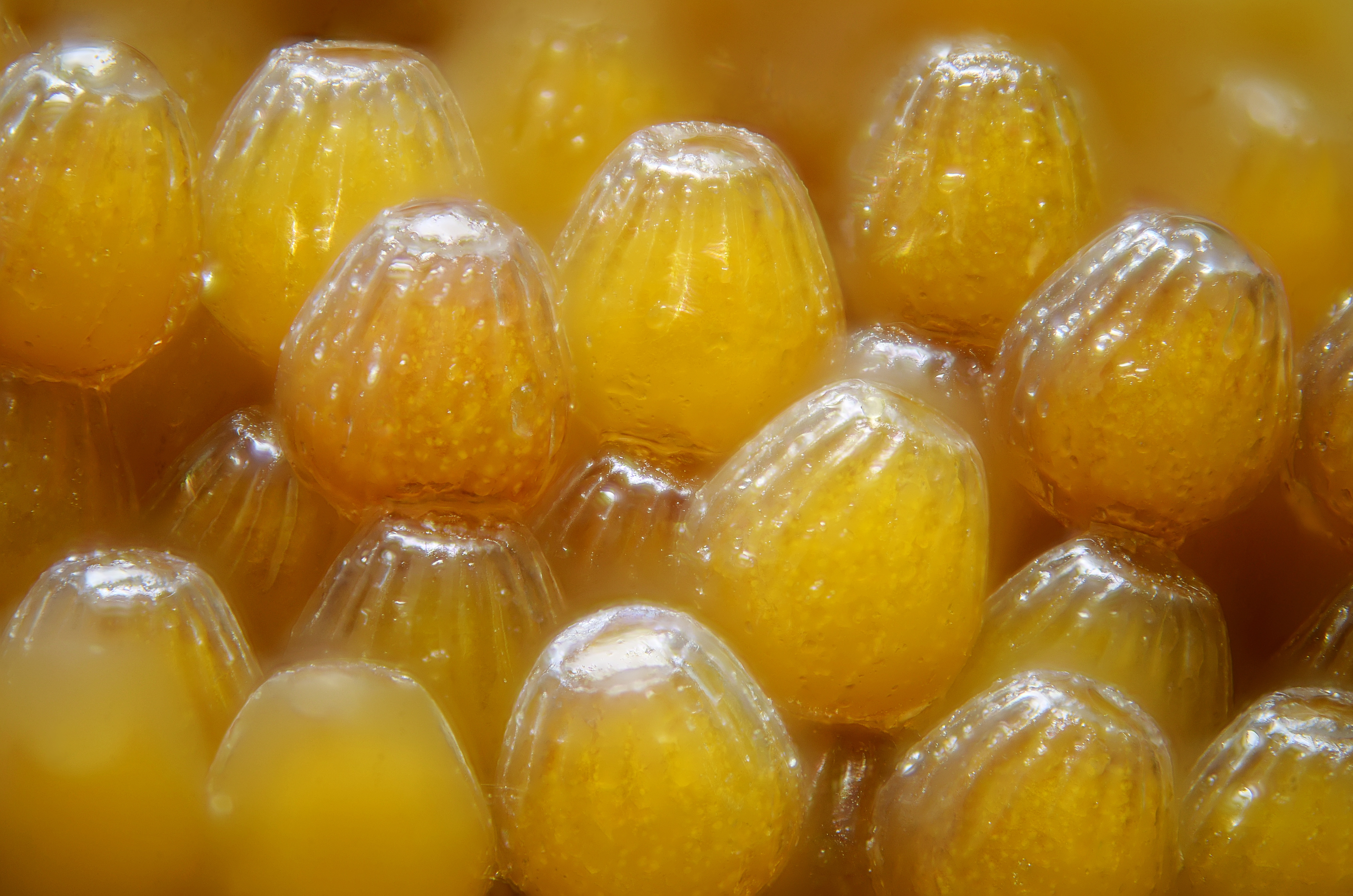
Eitjes
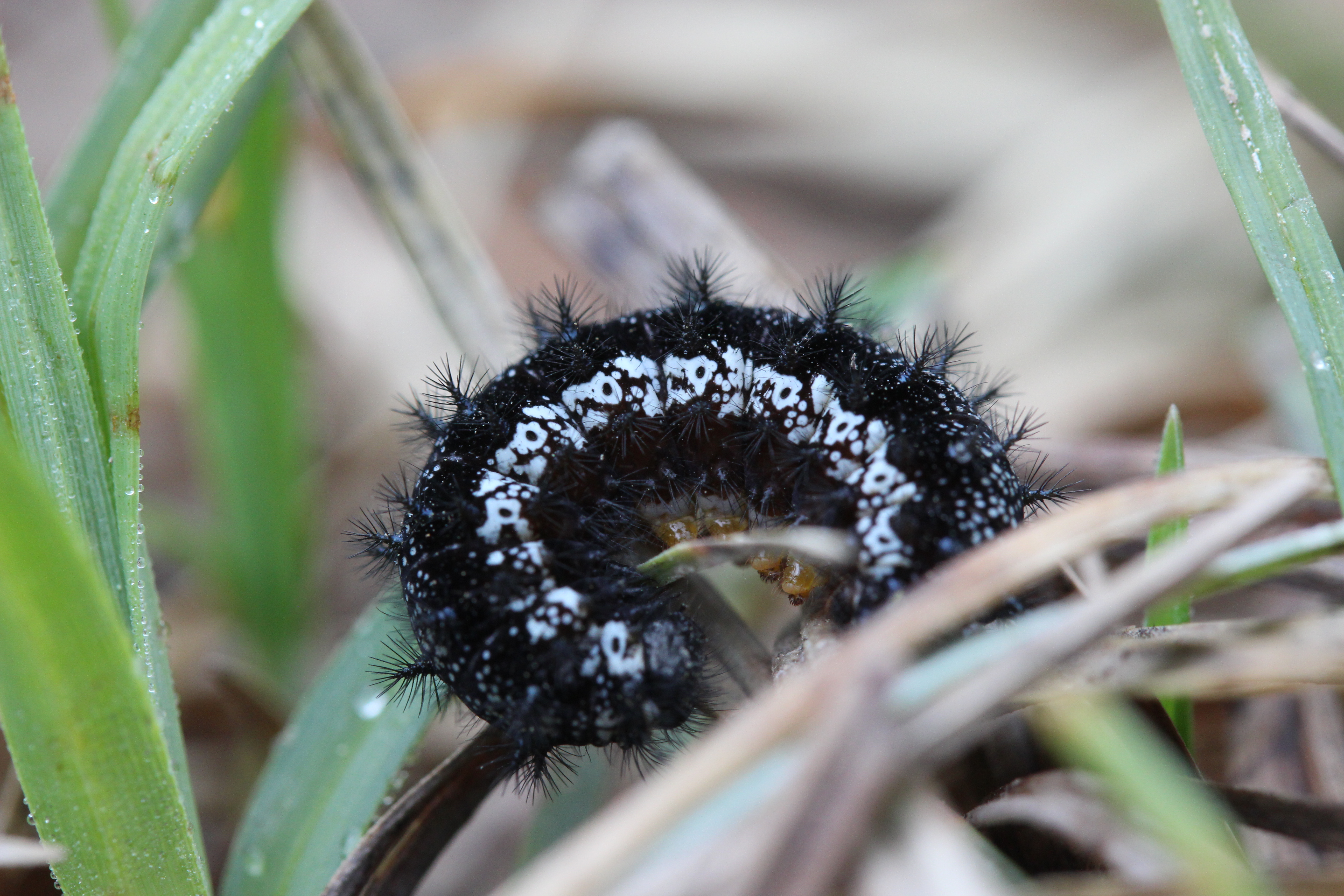
Rups
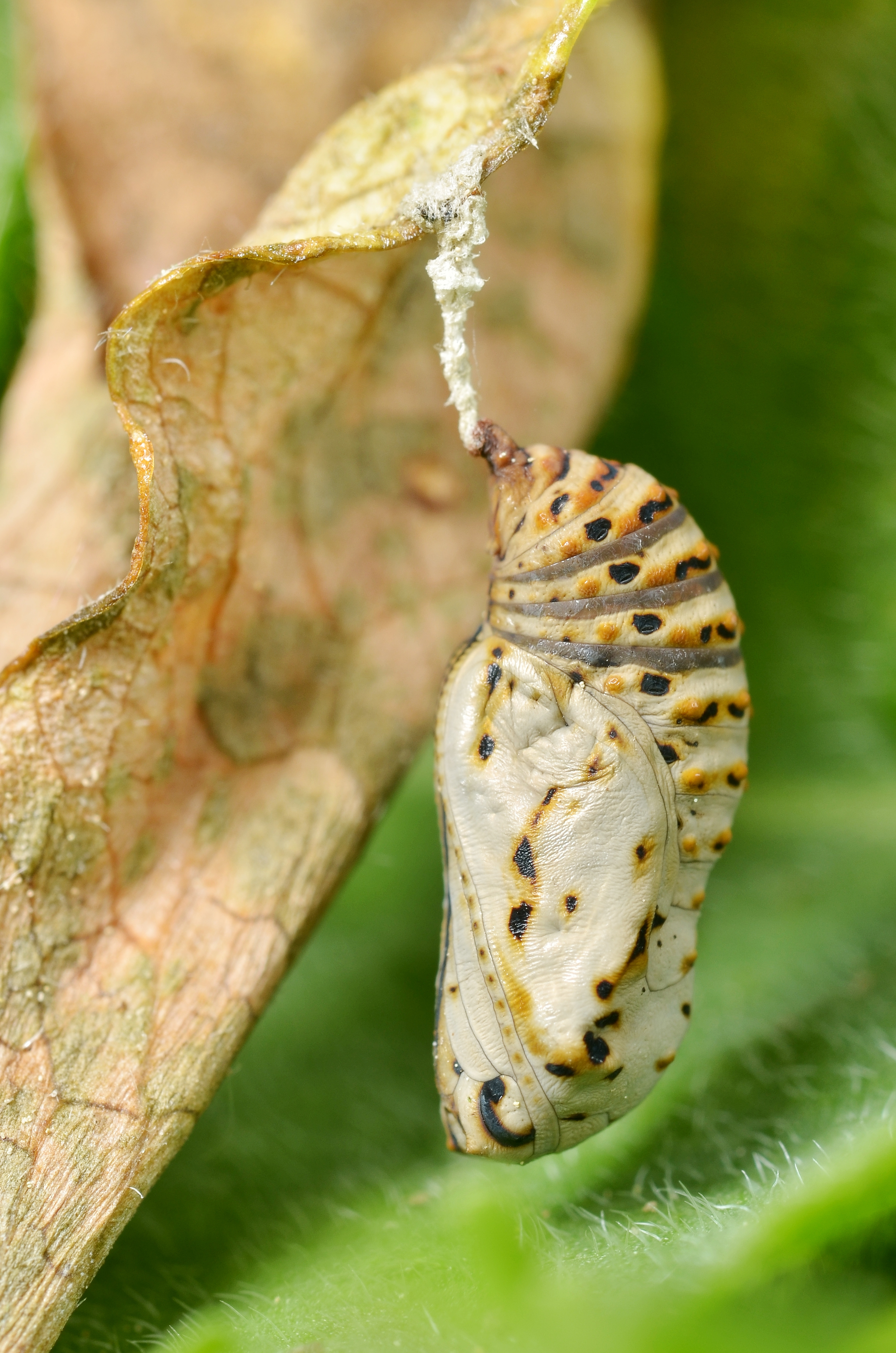
Pop